# Bloc comercial

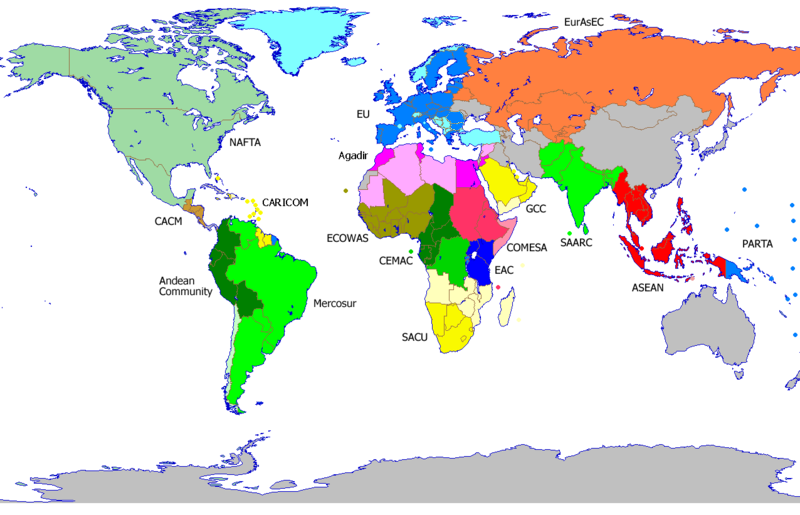
Blocs comercials del món

Un bloc comercial (sovint anomenat comunitat econòmica) és una àrea de comerç formada per dos o més acords de comerç, de tarifes i d'impostos. Els acords comercials que defineixen els blocs o les àrees comercials poden especificar les institucions supranacionals que els supervisen, amb diversos graus de responsabilitat, ja sigui només un panell per a les disputes comercials (com és el cas del NAFTA) o un cos legislatiu i representatiu supranacional (com és el cas de la Unió Europea).
Un bloc comercial pot tenir diversos graus d'integració econòmica:
- àrea de comerç preferencial
- àrea de lliure comerç
- unió duanera
- mercat comú
- unió monetària
- completa integració econòmica i creació d'estat supranacional

## Llista dels blocs comercials multinacionals més actius

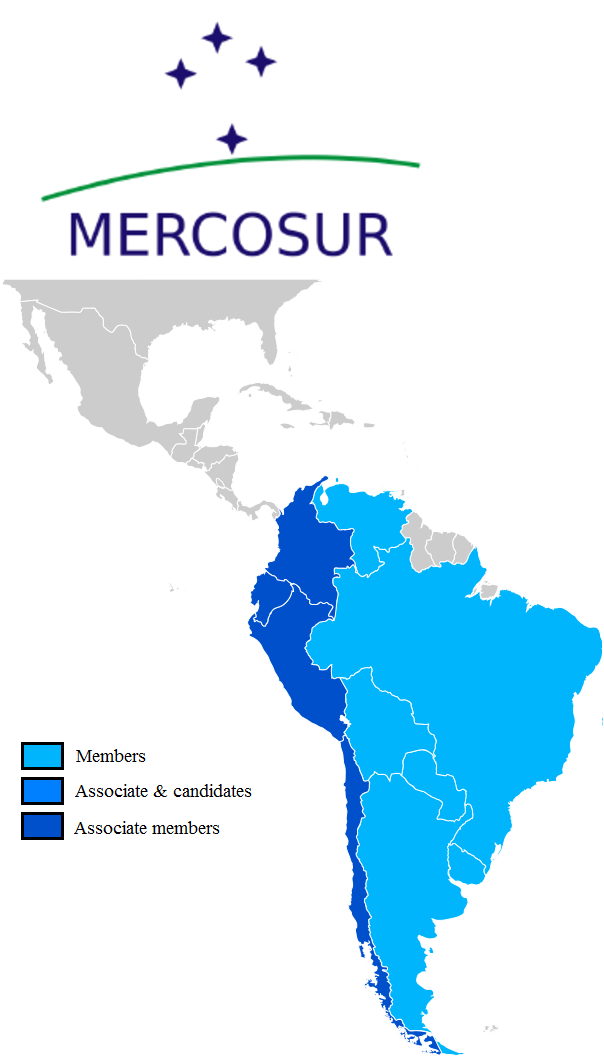
Mercosur

Els següents són els blocs multinacionals més actius del món:
- Unió Europea (UE): és el bloc comercial més integrat del món, conformat per diversos estats d'Europa i que ha establert un parlament supranacional
- Associació Europea de Lliure Comerç (EFTA)
- Comunitat i Mercat Comú Caribeny (CARICOM): mercat comú integrat per diverses illes del Carib, Belize i Surinam
- Comunitat Econòmica dels Estats de l'Àfrica Occidental (ECOWAS): un mercat comú amb la intenció de crear una unió monetària
- Comunitat Econòmica i Monetària de l'Àfrica Central (CEMAC): mercat comú i unió monetària
- Comunitat Africana de l'Est (EAC): una unió duanera conformada per Kenya, Uganda i Tanzània
- Mercosur: unió duanera (amb limitacions) amb el propòsit de crear un mercat comú i una unió monetària, integrada per 5 estats de Sud-amèrica
- Comunitat Andina de Nacions (CAN): àrea de comerç amb lliure circulació de béns i persones integrada per 5 estats andins
- Consell de Cooperació per als Estats Àrabs del Golf (GCC): organització regional amb propòsits d'integració econòmica i social integrada per 6 estats del Golf Pèrsic
- Unió Duanera Sud-Africana (UDSA o SACU): unió duanera integrada pels 5 estats més australs d'Àfrica
- Mercat Comú d'Àfrica de l'Est i Sud (MCAES o COMESA): àrea de comerç preferencial integrada per 20 estats africans
- Àrea de Lliure Comerç d'Amèrica del Nord (NAFTA): àrea de lliure comerç complementada amb acords ambientals i laborals integrada per Estats Units, Canadà i Mèxic
- G-3: Àrea de Lliure Comerç entre Colòmbia, Veneçuela i Mèxic; Veneçuela va anunciar que sortiria oficialment del grup per les diferències ideològiques amb els seus socis
- Associació de Nacions del Sud-est Asiàtic (ASEAN): organització política amb comerç preferencial de 10 nacions sud-asiàtiques
- Associació Sud-Asiàtica de Cooperació Regional (ASACR o SAARC): bloc de cooperació agrícola, tecnològica i científica de 8 nacions asiàtiques
- Comunitat Econòmica Eurasiàtica (CEE o ErAsEc): successor de la unió duanera de la Comunitat d'Estats Independents, integrada per 5 estats eurasiàtics
- Mercat Comú Centreamericà (MCCA): àrea de lliure comerç amb unificació de la majoria de les tarifes externes; possiblement desaparegui amb la signatura del Tractat de Lliure Comerç de Centreamèrica, República Dominicana i els Estats Units
- Fòrum de les Illes del Pacífic (PARTA): organització consolativa intergovernamental de les illes del Pacífic; no és una àrea de lliure comerç sinó de cooperació econòmica

## Blocs multinacionals proposats
Els següents són blocs multinacionals comercials proposats:
- Àrea de Lliure Comerç Euro-Mediterrània (o Acord d'Agadir): amb el propòsit entrar en vigor el 2010
- Comunitat Sud-Americana de Nacions: una proposta de fusió entre la CAN i el Mercosur; no obstant les divergències polítiques entre els dos grups han aturat les negociacions; Veneçuela, fins i tot, ha anunciat que sortirà del CAN oficialment
- Comunitat Econòmica Africana: la unió de ECOWAS, CEMAC, UDSA, COMESA i altres blocs polítics d'Àfrica que entraria en vigor el 2019
- Àrea de Lliure Comerç de les Amèriques (ALCA): àrea de lliure comerç de tots els estats del continent americà, llevat de Cuba, proposat pels Estats Units; va ser rebutjat per les grans potències sud-americanes; anava a entrar en vigor el 2005
- Alternativa Bolivariana de les Amèriques: àrea de lliure comerç i cooperació econòmica proposada per Hugo Chávez com a alternativa social a l'ALCA